# دايفيد اندروز
دايفيد اندروز (بالإنجليزية: David Andrews)‏ (و. 1952 – م) هو ممثل، وممثل تلفزيوني، من الولايات المتحدة الأمريكية، ولد في باتون روج، لويزيانا.

## التعليم
تعلم في كلية ستانفورد للحقوق ‏.

## وصلات خارجية
- دايفيد اندروز على موقع IMDb (الإنجليزية)
- دايفيد اندروز على موقع ألو سيني (الفرنسية)
- دايفيد اندروز على موقع أول موفي (الإنجليزية)
- دايفيد اندروز على موقع قاعدة بيانات الأفلام السويدية (السويدية)
- دايفيد اندروز على موقع إن إن دي بي (الإنجليزية)
- دايفيد اندروز على موقع قاعدة بيانات الفيلم (الإنجليزية)
- دايفيد اندروز على موقع كينوبويسك (الروسية)